# Michaił Gorbaczow
Michaił Siergiejewicz Gorbaczow, ros. Михаил Сергеевич Горбачёв (ur. 2 marca 1931 we wsi Priwolnoje, zm. 30 sierpnia 2022 w Moskwie) – radziecki i rosyjski polityk. Sekretarz Generalny Komitetu Centralnego Komunistycznej Partii Związku Radzieckiego (1985–1991) oraz przewodniczący Prezydium Rady Najwyższej ZSRR (1988–1989) i przewodniczący Rady Najwyższej ZSRR (1989–1990). Pierwszy i jedyny prezydent ZSRR (1990–1991). Człowiek Roku tygodnika „Time” w 1987 i 1989, laureat Pokojowej Nagrody Nobla w 1990.

## Życiorys

### Wczesne lata
Urodził się 2 marca 1931 we wsi Priwolnoje w Kraju Stawropolskim. Był synem Rosjanina Siergieja Andriejewicza Gorbaczowa (1909–1976), mechanizatora w miejscowej stacji maszyn i traktorów, oraz Marii Pantielejewnej z domu Gonkało (wzgl. Mariny, 1911–1995), pracownicy kołchozu, z pochodzenia Ukrainki – jej rodzina wywodziła się z Czernihowa. Przy narodzinach nadano mu imię Wiktor, jednakże wkrótce potem podczas chrztu w cerkwi w miejscowości Letnickoje jego dziadek ze strony ojca, współzałożyciel kołchozu w Priwolnoje, Andriej Moisiejewicz Gorbaczow, z niewyjaśnionych przyczyn zmienił imię dziecka na Michaił, które następnie zachowano. W następstwie ataku Niemiec na ZSRR, w sierpniu 1941 ojciec Gorbaczowa został powołany do Armii Czerwonej, gdzie jako dowódca oddziału saperów brał udział w wielu znanych bitwach tzw. wielkiej wojny ojczyźnianej. Pod koniec wojny został raniony odłamkiem w nogę, zaś po niej odznaczono go Medalem „Za Odwagę” i dwoma Orderami Czerwonej Gwiazdy.
Przed pójściem do szkoły podstawowej Michaił Gorbaczow mieszkał głównie u dziadków ze strony matki, Pantieleja i Wasilisy Gonkało. W szkole dobrze się uczył, wykazywał zainteresowanie wiedzą i nowościami. Uczestniczył również w szkolnych występach artystycznych. Od 1946 pracował także jako mechanik w ośrodku mechanizacji (maszynowo-traktorowym). Był uczony przez ojca obsługi kombajnu. W 1949 za pracę wraz z ojcem na kombajnie został nagrodzony Orderem Czerwonego Sztandaru Pracy.
Ukończył naukę w szkole średniej ze srebrnym medalem zdając maturę w 1950. Podjął studia prawnicze na Uniwersytecie Moskiewskim im. M.W. Łomonosowa, które ukończył w 1955. Był pierwszym wśród przywódców ZSRR, który ukończył regularne studia uniwersyteckie. W 1952 wstąpił do Komunistycznej Partii Związku Radzieckiego.
Po śmierci Józefa Stalina (5 marca 1953) stał się gorącym zwolennikiem reform destalinizacyjnych przywódcy Związku Radzieckiego Nikity Chruszczowa.

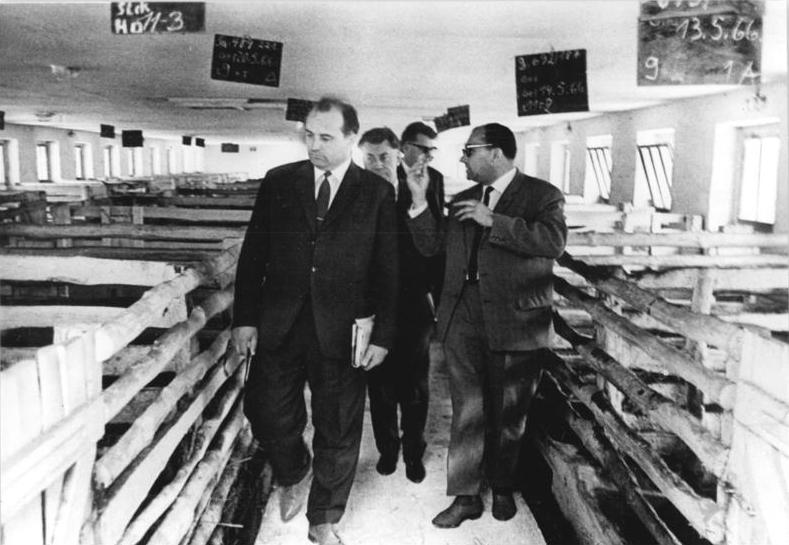
Michaił Gorbaczow jako I sekretarz stawropolskiego Komitetu Miejskiego KPZR podczas oficjalnej wizyty we wschodnioniemieckim Golßen w 1966

Po ukończeniu studiów w 1955 kontynuował działalność partyjną w Kraju Stawropolskim. W latach 1958–1962 był I sekretarzem Komsomołu, w latach 1966–1968 I sekretarzem Komitetu Miejskiego KPZR w Stawropolu, a w latach 1970–1978 I sekretarzem Komitetu Krajowego w Stawropolu, gdzie nadzorował budowę Wielkiego Kanału Stawropolskiego. Zaocznie ukończył Stawropolski Instytut Rolniczy, uzyskując dyplom agronoma ekonomisty (ekonomisty rolnego). Od 1962 do 1966 zarządzał stawropolskimi kołchozami i sowchozami, dzięki czemu uznawano go za znawcę radzieckiego rolnictwa. W 1970 został członkiem Komitetu Centralnego. Dzięki poparciu Jurija Andropowa Gorbaczow został w 1978 sekretarzem Komitetu Centralnego do spraw rolnictwa. W 1979 roku wszedł w skład Biura Politycznego KC jako zastępca członka; rok później został regularnym członkiem politbiura.

### Przywódca ZSRR

#### Reformy polityczne i gospodarcze w Związku Radzieckim

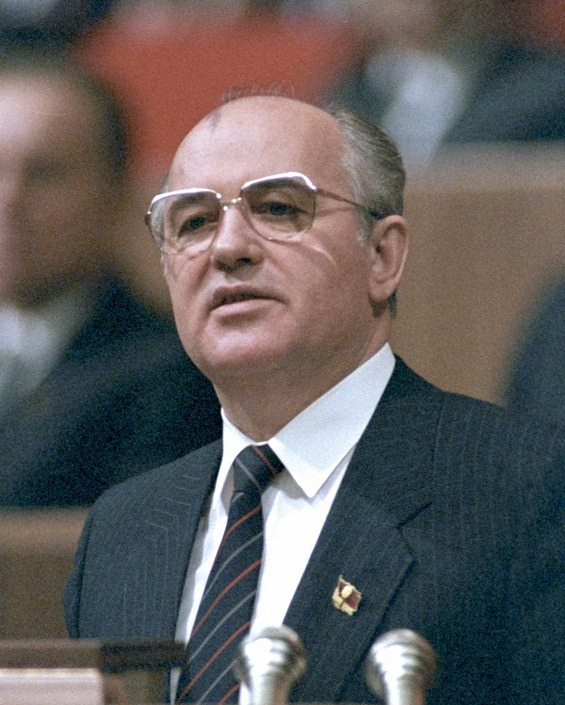
Michaił Gorbaczow jako Sekretarz Generalny KC KPZR podczas przemówienia kończącego XXVII zjazd KPZR, 6 marca 1986

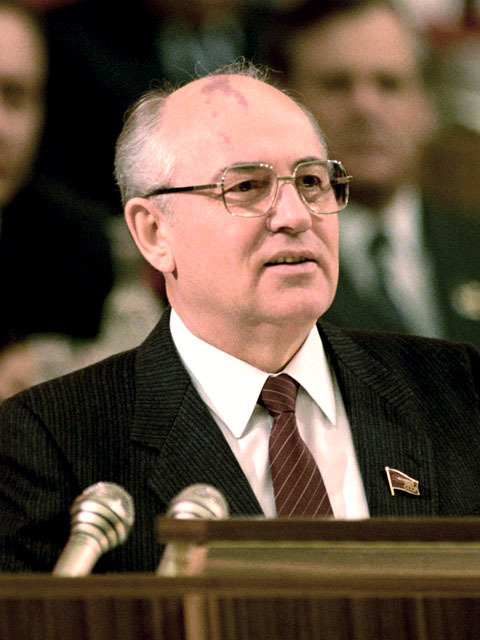
Michaił Gorbaczow na XX Zjeździe Komsomołu, 1987

Po śmierci Konstantina Czernienki 11 marca 1985 nadzwyczajne plenum KC wybrało Gorbaczowa na Sekretarza Generalnego KC KPZR. Wybór nowego sekretarza odbył się 4 godziny po ogłoszeniu śmierci Czernienki. Podczas objęcia rządów Gorbaczow miał 54 lata (podczas gdy średnia w Sekretariacie i Biurze Politycznym wynosiła 66 lat). Gorbaczow objął władzę podczas kryzysu gospodarczego w Związku Radzieckim oraz pogorszenia stosunków pomiędzy ZSRR a Zachodem. Będąc zastępcą Jurija Andropowa Gorbaczow opowiadał się za reformami gospodarczymi – oczekiwano, że Gorbaczow będzie kontynuować swoją dotychczasową politykę (według przywódcy Związku Radzieckiego idea reform pojawiła się podczas studiów na Uniwersytecie Moskiewskim).
Nowy sekretarz generalny odciął się od polityki poprzedników (zwłaszcza Leonida Breżniewa). Poszukując szerszego poparcia społecznego wysunął hasło uskorienija („przyspieszenia”), dążąc do przełamania wieloletniej stagnacji odziedziczonej po rządach Breżniewa, która zahamowała rozwój gospodarczy. W 1986 zainicjował politykę pieriestrojki („przebudowy”), która obejmowała modernizację gospodarki, zwiększenie swobód obywatelskich, ograniczenie korupcji i ocieplenie stosunków z Zachodem. W tym samym roku doszło do wybuchu w elektrowni jądrowej w Czarnobylu.
W ramach pieriestrojki Gorbaczow wprowadził głasnost („jawność”), w ramach którego zniesiono cenzurę oraz wycofano z konstytucji zapis o kierowniczej roli KPZR. Głasnost zapoczątkował proces formowania się w Związku Radzieckim narodowościowych społeczeństw obywatelskich. Przywódca KPZR próbował także walczyć z alkoholizmem wśród mieszkańców ZSRR poprzez podniesienie cen wódki. W efekcie wzrosła produkcja samogonu i w konsekwencji niedobór cukru, a spadek dystrybucji alkoholu przyczynił się do spadku dochodów państwa oraz zwiększył niezadowolenie wśród obywateli Związku Radzieckiego. Wszystkie przeprowadzane reformy Gorbaczow przeprowadzał powoli, by nie zniechęcić do siebie konserwatywnej opozycji.
Próba przebudowy gospodarki spotkała się z oporem konserwatywnych działaczy KPZR i biurokratów. Aby dopuścić do podejmowania decyzji w gospodarce także podmioty niepartyjne, zaczął akcentować potrzebę demokratyzacji i otwartości. Na początku 1987 proklamował demokratyzację, mówiąc: „Albo demokracja, albo społeczna inercja i konserwatyzm; nie ma innej drogi, towarzysze”. Decentralizacja procesu decyzyjnego, podnoszenie wydajności i różnicowanie płac spotkały się ze sprzeciwem robotników i konserwatystów. Opór ten skłonił Gorbaczowa do intensyfikacji reform politycznych, dzięki którym mógłby w późniejszym czasie wprowadzić zmiany gospodarcze.
1 października 1988 Gorbaczow został wybrany przewodniczącym Prezydium Rady Najwyższej Związku Radzieckiego – urząd ten został wkrótce zniesiony na mocy zmian w konstytucji ZSRR z 1 grudnia 1988. 25 maja 1989 na I Zjeździe Deputowanych Ludowych wybrano go na przewodniczącego Rady Najwyższej Związku Radzieckiego.
W lutym 1990 polityk poinformował o konieczności utworzenia urzędu prezydenta Związku Radzieckiego i unieważnienia zapisu w konstytucji mówiącego o kierowniczej roli KPZR w państwie. 14 marca 1990 do radzieckiej ustawy zasadniczej wprowadzono poprawki, które znosiły system jednopartyjny i powoływały do życia urząd prezydenta państwa, natomiast 15 marca, na III Zjeździe Deputowanych Ludowych, stosunkiem 1329 głosów za 495 przeciw Gorbaczow został wybrany na prezydenta ZSRR, co oznaczało automatyczną utratę dotychczas sprawowanej funkcji przewodniczącego Rady Najwyższej ZSRR. Na tym samym III zjeździe następcą Gorbaczowa na stanowisku przewodniczącego Rady Najwyższej ZSRR uczyniono Anatolija Łukjanowa. Z kolei podczas zorganizowanego w maju 1990 Zjazdu Deputowanych Ludowych wybrano nowego przewodniczącego Rady Najwyższej Rosyjskiej FSRR – Borisa Jelcyna. Wykorzystujący swą nową pozycję Jelcyn podważał zwierzchnictwo Gorbaczowa i instytucji ogólnozwiązkowych.

#### Polityka zagraniczna

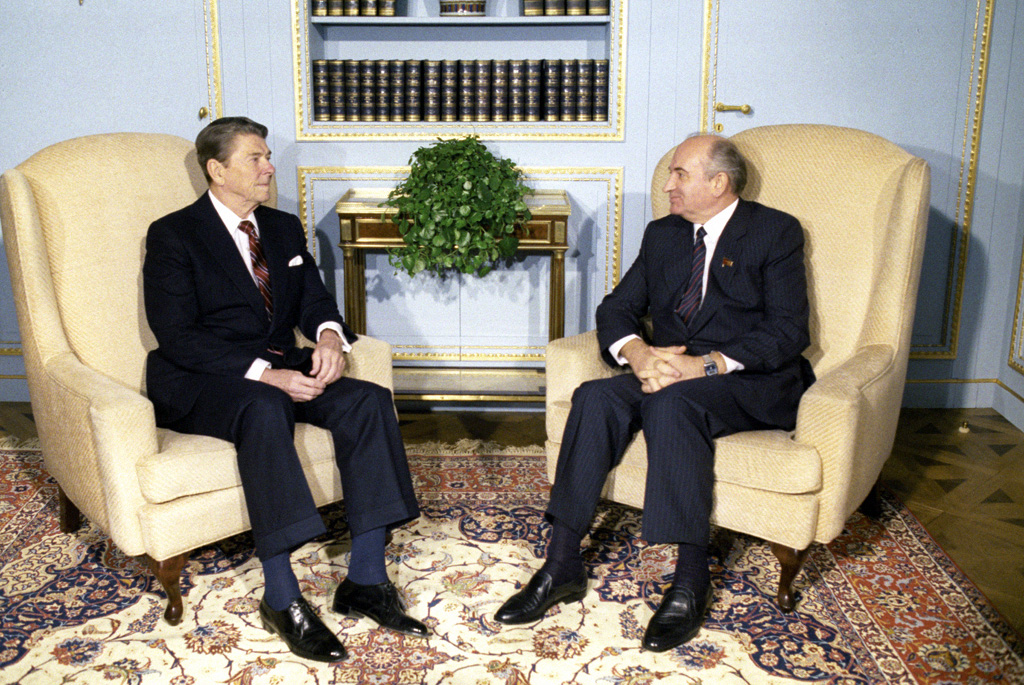
Ronald Reagan i Michaił Gorbaczow podczas rozmowy na szczycie w Genewie, 1985

Michaił Gorbaczow z George’em H.W. Bushem i Ronaldem Reaganem w Nowym Jorku (1988)

Jeszcze jako członek Biura Politycznego KC KPZR, w grudniu 1984 Michaił Gorbaczow złożył swoją pierwszą wizytę w Londynie. Zrobił wówczas dobre wrażenie na premier Wielkiej Brytanii Margaret Thatcher, która powiedziała, że radziecki polityk jest „człowiekiem, z którym można robić interesy”. Duża popularność późniejszego przywódcy Związku Radzieckiego na Zachodzie przerodziła się w „gorbomanię”. Podczas wizyt zagranicznych Gorbaczow zauważył wysoki poziom życia mieszkańców państw kapitalistycznych oraz uświadomił sobie fasadowość radzieckiej propagandy.
Będąc przywódcą ZSRR Gorbaczow starał się przywrócić dobre stosunki swojego państwa z Zachodem. Wraz z prezydentem Stanów Zjednoczonych Ronaldem Reaganem wziął udział w dwóch stanowiących preludium do zakończenia wyścigu zbrojeń szczytach: w Genewie w dniach 19–20 listopada 1985 i w Reykjavíku w dniach 11–12 października 1986. Na pierwszym z nich obaj przywódcy oświadczyli, że „wojny nuklearnej nie można wygrać, więc nigdy nie może być toczona”, z kolei na drugim uzgodnili całkowitą eliminację pocisków pośredniego zasięgu posiadanych przez ich kraje w Europie i zapowiedzieli możliwość likwidacji całej broni jądrowej. Bezpośrednim następstwem drugiego ze szczytów było podpisanie w 1987 traktatu o całkowitej likwidacji pocisków rakietowych krótkiego i średniego zasięgu (ang. Intermediate-Range Nuclear Forces Treaty, INF Treaty).
W 1989 Gorbaczow podjął decyzję o wycofaniu wojsk z Afganistanu, gdzie od dziesięciu lat Związek Radziecki brał udział w wojnie domowej.
Promował koncepcję „Wspólnego Europejskiego Domu”, według której po zakończeniu zimnej wojny ZSRR miał pozostawać pełnoprawnym uczestnikiem gospodarczej, politycznej i kulturalnej współpracy państw europejskich.
Liberalizacja polityczna w Związku Radzieckim ujawniła społeczne niezadowolenie z ustroju komunistycznego, tendencje separatystyczne republik związkowych, a w krajach Układu Warszawskiego stała się bodźcem do wydarzeń tzw. Jesieni Ludów. W 1990 Gorbaczow zgodził się na zjednoczenie Niemiec. Polityka zagraniczna Gorbaczowa cieszyła się powszechną sympatią na świecie.
15 października 1990 otrzymał Pokojową Nagrodę Nobla. Komitet noblowski nagrodził go za skuteczne działania mające na celu zakończenie zimnej wojny. Wcześniej, w 1987 i 1989, został uhonorowany przez redakcję tygodnika „Time” tytułem Człowieka Roku za to, że stał za ważnymi wydarzeniami lat 80. XX wieku, a to, co robił miało potencjał kształtowania przyszłości.
W 1991, na kilka miesięcy przed rozpadem ZSRR podpisał z prezydentem USA George’em H.W. Bushem I traktat o redukcji zbrojeń strategicznych (ang. Strategic Arms Reduction Treaty (I), START I), będący następstwem przegranego przez ZSRR wyścigu zbrojeń.

#### Rozpad Związku Radzieckiego

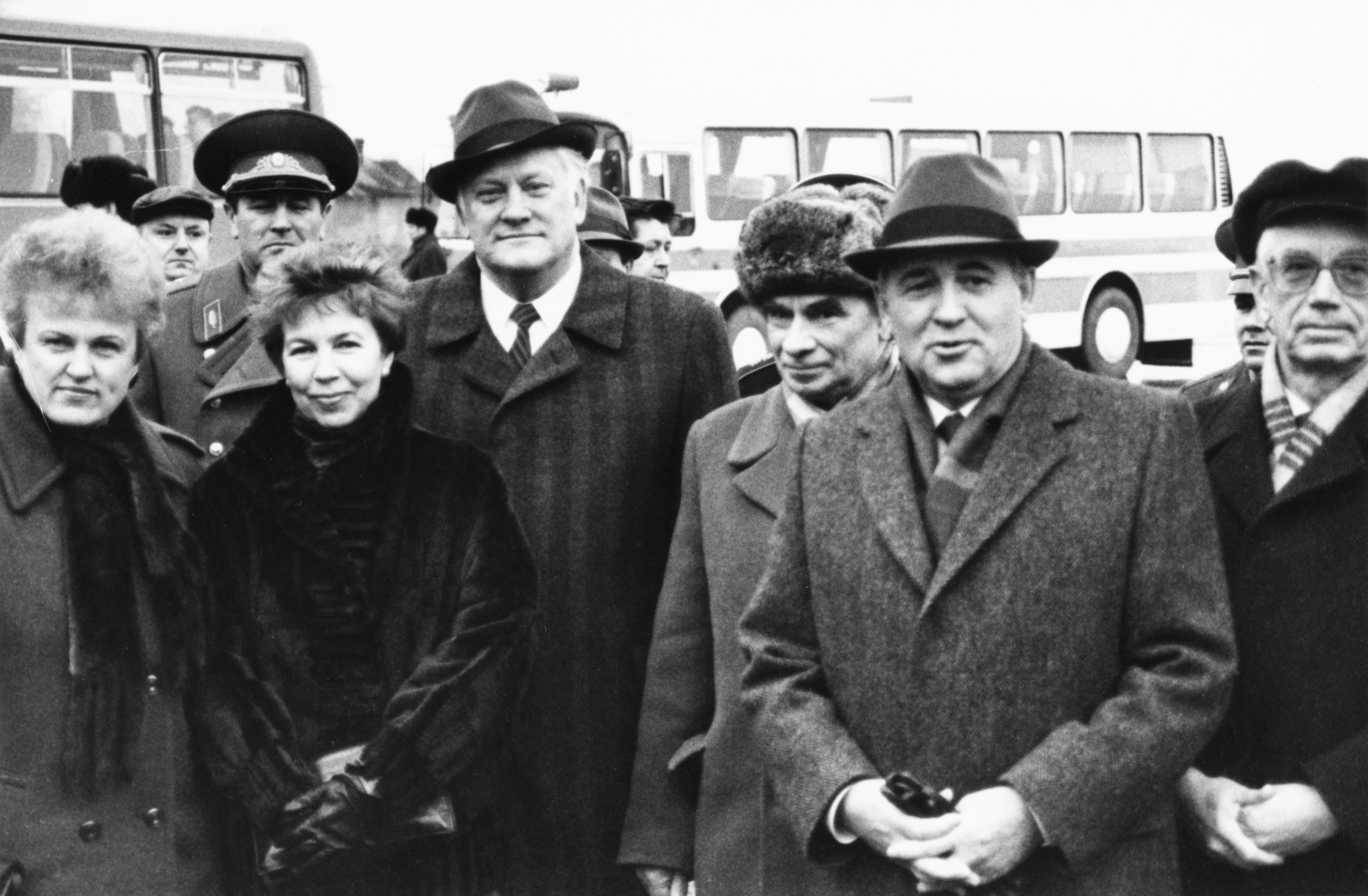
Zdjęcie z wizyty Gorbaczowa w Wilnie w styczniu 1990. Na zdjęciu przedstawieni są (od lewej do prawej): Kazimira Prunskienė, Raisa Gorbaczowa, Algirdas Brazauskas, Mykolas Burokevičius i Michaił Gorbaczow

Po tym jak w grudniu 1989 litewska partia komunistyczna oddzieliła się od KPZR, w styczniu 1990 do stolicy Litwy, Wilna przyjechał Gorbaczow z trzydniową wizytą. Wizyta miała na celu odzyskanie kontroli nad lokalną partią, a także zapobieżenie „efektowi domina”, jaki w pozostałych republikach radzieckich wywołałaby ewentualna secesja Litwy. Na miejscu radziecki przywódca zetknął się z dziesiątkami tysięcy zgromadzonych na ulicach Litwinów, którzy żądali natychmiastowej niepodległości swojego państwa. Później, w 1990 Gorbaczow poparł ogłaszanie przez republiki związkowe (w tym przez Rosję) suwerenności, jednak nie uznał deklaracji niepodległości krajów bałtyckich. Upadek Związku Radzieckiego był wbrew intencjom Gorbaczowa, który pragnął naprawić problemy państwa przy utrzymaniu panującego w nim systemu komunistycznego.
W następstwie ogłoszenia przez litewską Radę Najwyższą deklaracji niepodległości Litwy 11 marca 1990, władze Związku Radzieckiego wysłały czołgi i zbrojne patrole na ulice litewskich miast, a następnie przejęły prasę, opanowały kilka budynków rządowych oraz wcieliły do wojska tysiące litewskich poborowych. 13 kwietnia 1990, w Wielki Piątek, Gorbaczow i premier ZSRR Nikołaj Ryżkow wystosowali do litewskich władz ultimatum w sprawie cofnięcia deklaracji niepodległości oraz przywrócenia działania na terytorium kraju radzieckiej konstytucji. Litewska Rada Najwyższa na odpowiedź miała czas do niedzieli, a jako że jej nie udzieliła, 17 kwietnia rząd ZSRR podjął decyzję w sprawie nałożenia na Litwę blokady ekonomicznej, która weszła w życie następnego dnia. Władze centralne wstrzymały dostawy ropy i gazu do kraju, a później wprowadziły też ograniczenia na dostawy innych surowców oraz artykułów spożywczych. Skutki tych działań mocno odczuł litewski sektor przemysłowy, ponieważ faktycznie nie mógł dalej funkcjonować. Ponadto rząd Związku Radzieckiego inspirował demonstracje rosyjskiej mniejszości przeciwko władzom litewskim i wysłał oddziały specjalne, które miały chronić etnicznych Rosjan. 17 maja podczas spotkania z premier Litwy Kazimirą Prunskienė Gorbaczow i Ryżkow kategorycznie zażądali cofnięcia aktu niepodległości. 29 czerwca litewska Rada Najwyższa uchwaliła moratorium, które na okres 100 dni wstrzymało działanie aktu. Moratorium miało wejść w życie tuż po rozpoczęciu negocjacji z władzami w Moskwie, jednak w następnym półroczu rozmowy nie przyniosły żadnych efektów i pod koniec grudnia 1990 Litwa cofnęła moratorium.
Po niespodziewanym upadku rządu litewskiego 12 stycznia 1991 władzę na Litwie przejął Litewski Komitet Ocalenia Narodowego. W tym samym czasie Gorbaczow wysłał do Litwy ultimatum, w którym zapowiedział zbrojną interwencję w przypadku nieprzyjęcia konstytucji Związku Radzieckiego. Jednocześnie, nie czekając na odpowiedź, Armia Radziecka przejęła najważniejsze budynki państwowe w Wilnie. 13 stycznia 1991 łącznie 14 osób zginęło podczas starć żołnierzy z demonstrantami wokół wieży telewizyjnej, a 702 odniosło rany.
W Związku Radzieckim popularność Gorbaczowa zaczęła maleć. Wpływ na to miały spadek poziomu życia społeczeństwa oraz wycofanie się z kontroli państw Europy Wschodniej (co odebrano jako rezygnację ze statusu mocarstwa). 19 sierpnia 1991 doszło do puczu moskiewskiego, podczas którego jego uczestnicy (będący partyjnymi spiskowcami) próbowali przejąć władzę. Po upadku zamachu stanu 21 sierpnia pozycja Gorbaczowa gwałtownie zmalała przy ogromnym wzroście autorytetu Borisa Jelcyna, który uchodził wśród Rosjan za bohatera.
Po utworzeniu przez prezydenta Rosji Borisa Jelcyna, prezydenta Białorusi Stanisłaua Szuszkiewicza i prezydenta Ukrainy Łeonida Krawczuka Wspólnoty Niepodległych Państw (8 grudnia 1991) Gorbaczow (będący prezydentem faktycznie nieistniejącego już Związku Radzieckiego) 25 grudnia 1991 złożył urząd. Protestował przeciwko porozumieniu białowieskiemu, uznając je za nielegalne, co dowodzi zamiaru Gorbaczowa zreformowania Związku Radzieckiego, a nie dążenia do jego rozpadu.

### Życie po dymisji

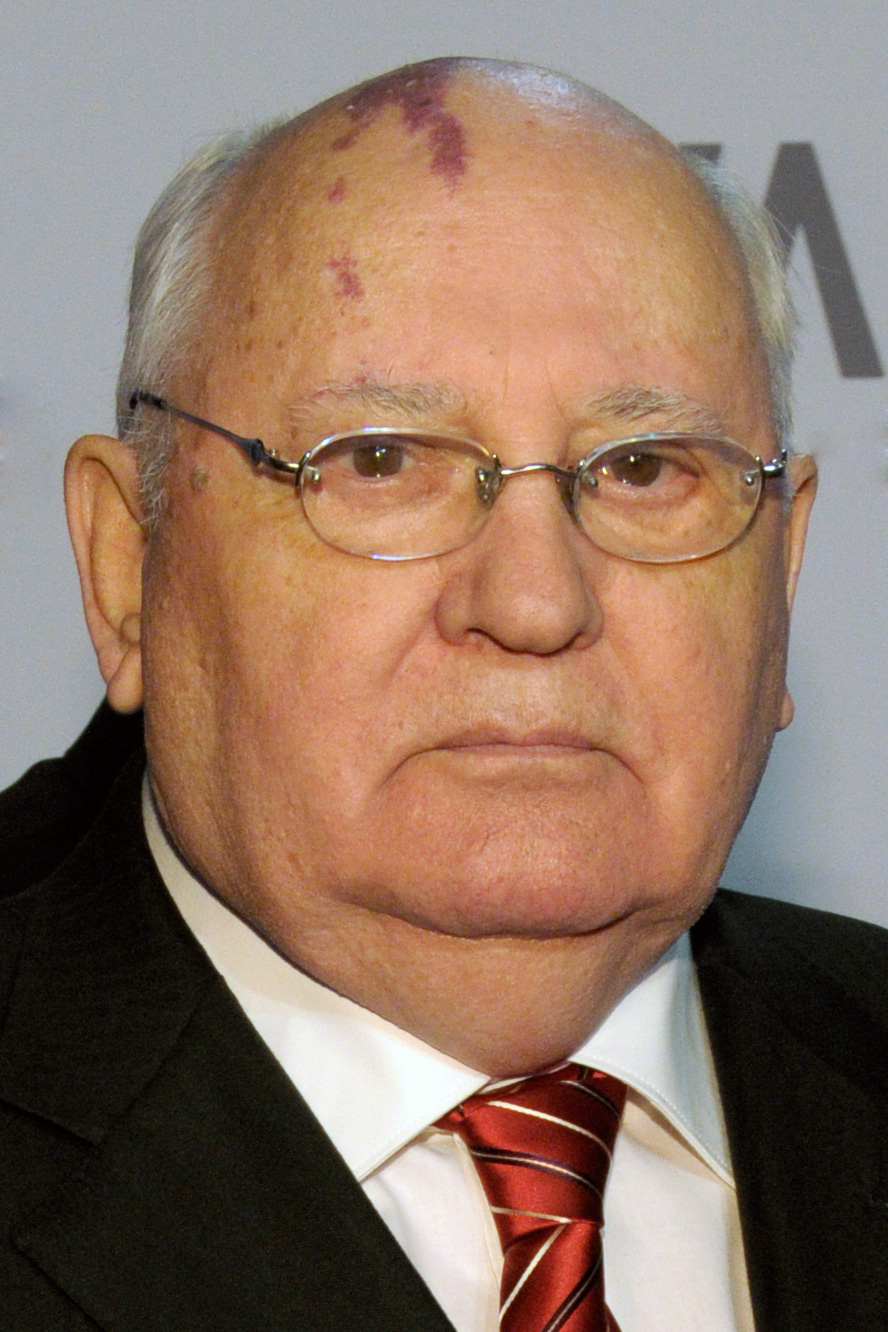
Michaił Gorbaczow podczas Gali UNESCO 2011 w Düsseldorfie

W 1992 Michaił Gorbaczow powołał do życia fundację swojego imienia poświęconą studiom politycznym. W 1996 kandydował w rosyjskich wyborach prezydenckich, ale uzyskał znikome poparcie. W 1998 założył Rosyjską Zjednoczoną Partię Socjaldemokratów, która nie zdobyła dużego znaczenia w życiu politycznym Rosji, zaś w 2001 Socjaldemokratyczną Partię Rosji, zlikwidowaną sześć lat później (do 2004 był jej przewodniczącym).
W 1994 Gorbaczow wziął udział w przygotowanej z myślą o niemieckiej prasie fotograficznej sesji reklamowej amerykańskiego przedsiębiorstwa komputerowego Apple, z kolei trzy lata później wystąpił wraz ze swoją 10-letnią wówczas wnuczką Anastasiją w telewizyjnej reklamie amerykańskiej sieci pizzerii Pizza Hut, nakręconej w moskiewskiej restauracji sieci. W 2007 został twarzą kampanii reklamowej francuskiej ekskluzywnej marki toreb Louis Vuitton, co w Rosji spotkało się z falą krytyki.
W latach 2001–2009 Gorbaczow był rosyjskim współprzewodniczącym forum Petersburski dialog, inicjatywy regularnych spotkań między Rosją a Niemcami, odbywających się naprzemiennie w obu krajach. W przedsięwzięciach forum udział biorą politycy, osoby publiczne, przedstawiciele środowisk biznesowych i młodzież.
W 2007 roku założył ogólnorosyjski ruch społeczny Związek Socjaldemokratów, zaś trzy lata później powołał do życia forum Dialog obywatelski. 21 maja 2010 w Luksemburgu odbyło się pierwsze posiedzenie naukowo-doradczej rady Forum Nowej Polityki, międzynarodowej organizacji prowadzącej nieformalne dyskusje na temat globalnej polityki, na którym utworzono radę założycielską pod przewodnictwem Michaiła Gorbaczowa.
30 stycznia 2015 Michaił Gorbaczow skrytykował propozycję Nikołaja Iwanowa potępiającą aneksję Niemieckiej Republiki Demokratycznej przez Republikę Federalną Niemiec. Według oświadczenia Iwanowa, w NRD (w przeciwieństwie do Krymu) nigdy nie odbyło się referendum dotyczące zmiany przynależności państwowej terytorium. Gorbaczow, krytykując pomysł, stwierdził, że nie można porównywać kontekstu obu zdarzeń i nie wolno oceniać z obecnego punktu widzenia dawnych wydarzeń.
W maju 2016 Służba Bezpieczeństwa Ukrainy wydała dla Michaiła Gorbaczowa zakaz wjazdu na Ukrainę. Służby tłumaczyły tę decyzję względami bezpieczeństwa, wskazując, że Gorbaczow m.in. publicznie poparł rosyjską aneksję Krymu.

#### Relacje z Władimirem Putinem
W pierwszych latach rządów Władimira Putina jako prezydenta Federacji Rosyjskiej Gorbaczow wspierał go zdecydowanie. 26 września 2000 i 17 czerwca 2002 obaj politycy spotkali się na Kremlu. To ostatnie spotkanie przebiegło, według centrum prasowego Fundacji Gorbaczowa, „w atmosferze pełnego zrozumienia”. Z biegiem czasu Gorbaczow zaczął coraz bardziej krytycznie odnosić się do polityki Putina, wskazując na jego autorytarne skłonności. W styczniu 2008 w wywiadzie dla The New York Times Gorbaczow ostro skrytykował stan rosyjskiego systemu wyborczego. Wezwał do gruntownej reformy systemu, w którym cała władza znajduje się w rękach świty prezydenta Putina. „W naszych wyborach nie wszystko jest w porządku, a nasz system wyborczy wymaga poważnych zmian” – powiedział Gorbaczow. W lutym 2011 Gorbaczow w wywiadzie dla Radia Swoboda sformułował główne zarzuty dotyczące „tandemu” Putina i Dmitrija Miedwiediewa: upadku demokracji, korupcji i dominacji oficerów bezpieczeństwa. Gorbaczow był także niezadowolony z faktu, że nie pozwolono mu zarejestrować swojej Partii Socjaldemokratycznej. Sam Putin unikał ostrych reakcji na krytykę Gorbaczowa, ale jego sekretarz prasowy Dmitrij Pieskow zrobił to co najmniej dwa razy: w 2011 Pieskow stwierdził, że „były szef ZSRR zasadniczo zrujnował kraj”, a w 2013 wyraził przekonanie, że nigdy już nie będzie w nowej Rosji czegoś takiego jak „pierestrojka” Gorbaczowa.
24 grudnia 2011, po masowym wiecu w proteście przeciwko fałszowaniu wyników szóstego zwołania wyborów do Dumy Państwowej, Gorbaczow na antenie radia Echo Moskwy wezwał Putina, by nie uczestniczył w następnych wyborach prezydenckich w Rosji: „Radziłbym Władimirowi Władimirowiczowi wyjść teraz. Wyłoniły się trzy terminy: dwie kadencje prezydenta, jedna kadencja premiera – trzy kadencje, no, dość, wystarczy”.
2 marca 2013 w telegramie gratulacyjnym z okazji 82. urodzin byłego przywódcy ZSRR, rosyjski prezydent W. Putin zwrócił uwagę na ważne inicjatywy Gorbaczowa w dziedzinie współpracy międzynarodowej i jego dążenie do wzmocnienia autorytetu Rosji na świecie.
Po kryzysie krymskim i wydarzeniach na Ukrainie w 2014 stosunek Gorbaczowa do Putina znów się ocieplił. Odbywając 6 listopada wizytę w Niemczech, by  spotkać się z niemiecką kanclerz Merkel w związku z 25. rocznicą upadku muru berlińskiego, Gorbaczow wyraził przekonanie, że Putin jest najlepszym obrońcą interesów Rosji i nie godzi się z jego krytykami. W Niemczech Gorbaczow zwrócił uwagę opinii publicznej Zachodu na przemówienie Putina przed Klubem Wałdajskim, w którym widział sposób na zmniejszenie napięć w stosunkach między Rosją a Zachodem, a w przyszłości – na podstawę budowania nowych partnerstw.
W dniu 6 grudnia 2017 w rozmowie z RIA Nowosti Gorbaczow powiedział, że „dzisiaj Putin jest przywódcą, który zasłużył sobie na poparcie ludzi i musimy się z tym liczyć, i myślę, że powinniśmy się kierować tym, o czym myślą ludzie”.

### Śmierć i pogrzeb

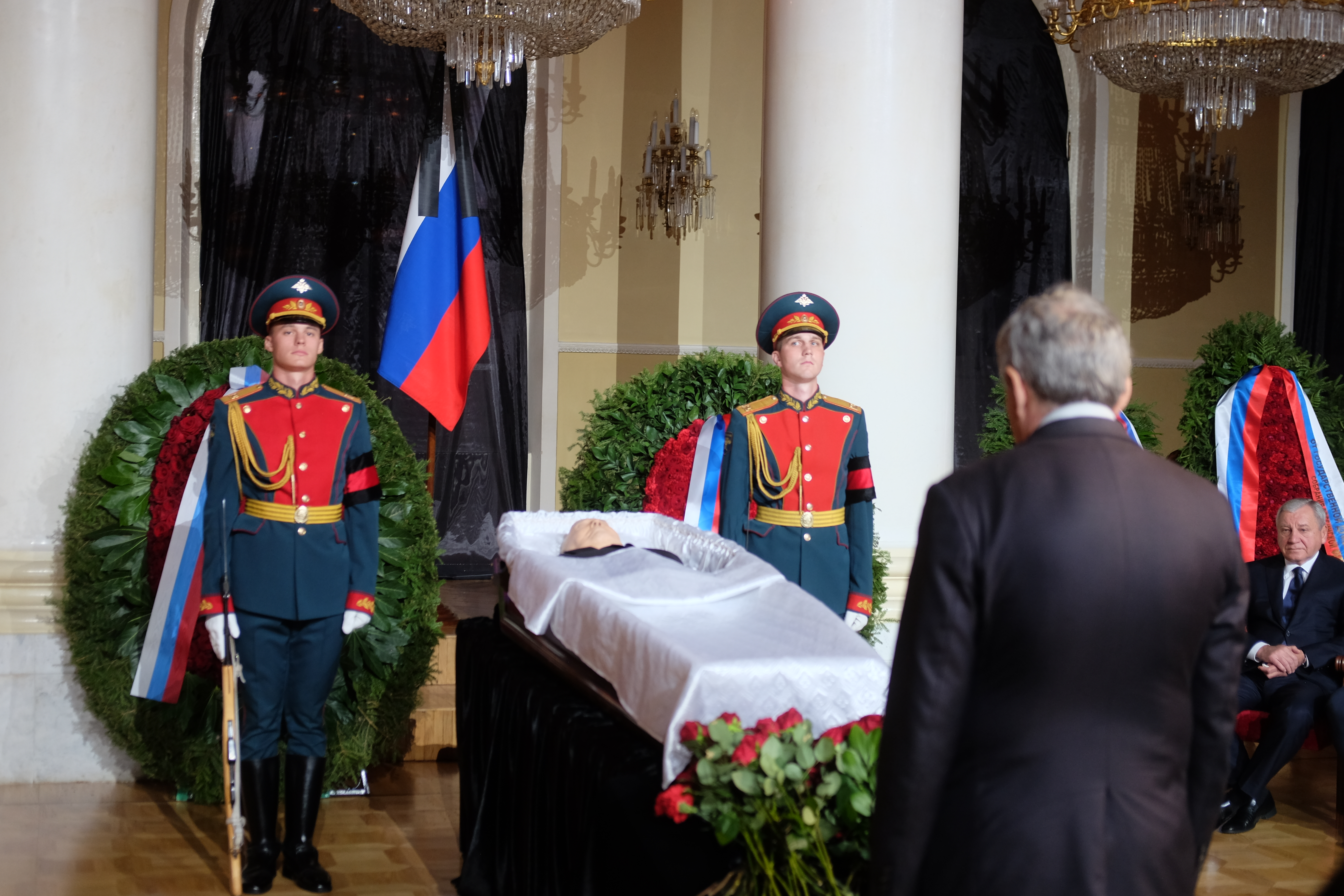
Trumna z ciałem Michaiła Gorbaczowa w moskiewskim Domu Związków Zawodowych, 3 września 2022

Michaił Gorbaczow zmarł 30 sierpnia 2022 w Centralnym Szpitalu Klinicznym w Moskwie w wieku 91 lat po komplikacjach spowodowanych cukrzycą i chorobą nerek. Po śmierci ciało Gorbaczowa zostało wystawione w otwartej trumnie w sali żałobnej Centralnego Szpitala Klinicznego – kwiaty przy trumnie złożył wówczas prezydent Federacji Rosyjskiej Władimir Putin, który zawczasu zakomunikował, że nie pojawi się na pogrzebie Gorbaczowa.
3 września 2022 w sali kolumnowej moskiewskiego Domu Związków odbyły się uroczystości pogrzebowe, nie mające charakteru państwowego – rosyjskie władze zapewniły jedynie wartę honorową i skierowały do organizacji uroczystości służbę protokołu Kremla. Wśród żegnających radzieckiego przywódcę, którego ciało tak jak poprzednio w sali żałobnej szpitala wystawiono w otwartej trumnie, byli m.in. premier Węgier Viktor Orbán i ambasador Stanów Zjednoczonych w Rosji John J. Sullivan. Następnie Gorbaczow został pochowany zgodnie ze swoim życzeniem obok żony Raisy na moskiewskim Cmentarzu Nowodziewiczym.

## Życie prywatne

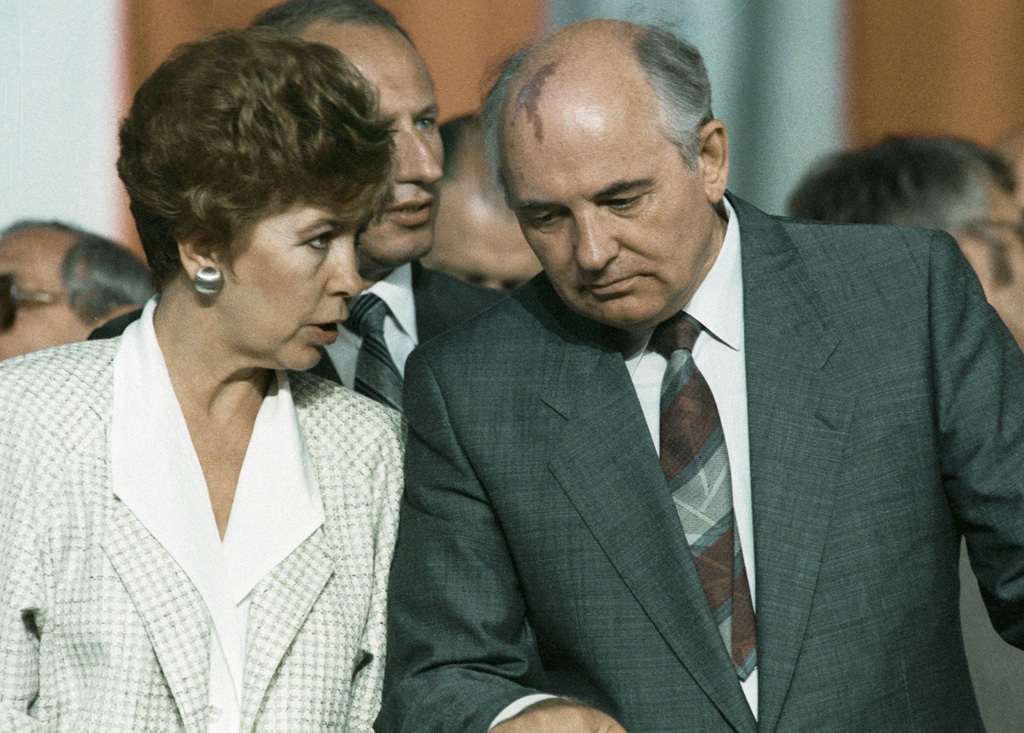
Raisa i Michaił Gorbaczowowie podczas spotkania na Zamku Królewskim na Wawelu w trakcie wizyty w Polsce w 1988

Podczas studiów Gorbaczow poznał w domu akademickim Raisę Titarienko, którą poślubił w 1953. Był ojcem Iriny (ur. 1957), która została lekarzem i żoną chirurga Anatolija Winganskiego, a potem biznesmena Andrieja Truchaczowa. Po śmierci Raisy w 1999 Gorbaczow pozostał wdowcem.

## Odznaczenia i wyróżnienia
Michaił Gorbaczow został uhonorowany wieloma odznaczeniami radzieckimi, rosyjskimi oraz zagranicznymi, m.in.:
- Order Świętego Andrzeja Apostoła Pierwszego Powołania (2011)[45][46]
- Order Honoru (2001)[47]
- Order Lenina (trzykrotnie – 1971, 1973, 1981)
- Order Rewolucji Październikowej (1978)
- Order Czerwonego Sztandaru Pracy (1949)
- Medal „Za pracowniczą dzielność” (1957)
- Order „Znak Honoru” (1966)
- Medal „Za umacnianie braterstwa broni” (1980)
- Medal „W upamiętnieniu 1500-lecia Kijowa” (1982)
- Medal jubileuszowy „Czterdziestolecia zwycięstwa w Wielkiej Wojnie Ojczyźnianej 1941–1945” (1985)
- Philadelphia Liberty Medal (Stany Zjednoczone, 2008)[48][49]
- Krzyż Wielki Klasy Specjalnej Orderu Zasługi Republiki Federalnej Niemiec (1999)[50]
- Komandor Order Sztuki i Literatury (Francja, 1997)[51]
- Order Wolności (Portugalia, 1995)[52]
- Order Lwa Białego (Czechy, 1999)
- Order Krzysztofa Kolumba (Dominikana, 2001)
- Order Świętej Agaty (San Marino, 1994)
- Medal 100. Rocznicy Urodzin Georgiego Dimitrowa (Bułgaria, 1984)
- Medal 40-lecia socjalistycznej Bułgarii (Bułgaria, 1984)
- Nagroda Księcia Asturii (Hiszpania, 1989)
- Nagroda im. Indiry Gandhi (1987)
- Medal Sejmu PRL (1988)[53]
- Order Uśmiechu (1988)[54]
- Ronald Reagan Freedom Award (1992)[55]
- Charles V European Prize (2002)
- Honorowe obywatelstwo Genui (1996)[56]

## Ocena dokonań
Chociaż Gorbaczow był zaangażowany w zachowanie państwa radzieckiego i jego ideałów socjalistycznych, uważał, że konieczne są znaczne reformy, zwłaszcza po katastrofie w Czarnobylskiej Elektrowni Jądrowej w 1986 roku. Wycofał się z wojny radziecko-afgańskiej i rozpoczął spotkania na szczycie z prezydentem Stanów Zjednoczonych Ronaldem Reaganem w celu ograniczenia broni jądrowej i zakończenia zimnej wojny. W kraju jego polityka głasnosti („jawności”) pozwoliła na zwiększenie wolności słowa i prasy, a pieriestrojka („przebudowa”) dążyła do decentralizacji decyzji gospodarczych w celu poprawy efektywności. Jego działania demokratyzacyjne i utworzenie wybieranego Kongresu Deputowanych Ludowych podważyły jednopartyjne państwo. Gorbaczow odmówił interwencji militarnej, gdy sześć krajów bloku wschodniego porzuciło marksistowsko-leninowskie rządy w latach 1989–1990. Wewnątrz kraju narastające nastroje nacjonalistyczne groziły rozpadem Związku Radzieckiego, co skłoniło marksistowsko-leninowskich „twardogłowych” do przeprowadzenia nieudanego puczu sierpniowego przeciwko Gorbaczowowi w 1991 roku. W jego wyniku Związek Radziecki rozwiązał się wbrew woli Gorbaczowa, a on sam podał się do dymisji. Po odejściu z urzędu założył Fundację Gorbaczowa, stał się gorącym krytykiem prezydentów Rosji Borisa Jelcyna i Władimira Putina oraz prowadził kampanię na rzecz rosyjskiego ruchu socjaldemokratycznego.
Powszechnie uważany za jedną z najbardziej znaczących postaci drugiej połowy XX wieku, Gorbaczow pozostaje przedmiotem kontrowersji. Laureat wielu nagród, w tym Pokojowej Nagrody Nobla, był powszechnie chwalony za kluczową rolę, jaką odegrał w zakończeniu zimnej wojny, wprowadzeniu nowych swobód politycznych w Związku Radzieckim i tolerowaniu zarówno upadku marksistowsko-leninowskich administracji w Europie Wschodniej i Środkowej, jak i zjednoczenia Niemiec. W Rosji natomiast był często krytykowany za przyspieszenie rozpadu Związku Radzieckiego, co przyniosło Rosji spadek wpływów na świecie i załamanie gospodarcze.

## Upamiętnienie w nauce i kulturze
Na cześć Gorbaczowa w 2020 roku nazwano rodzaj pająków Gorbiscape oraz jeden z jego gatunków Gorbiscape gorbachevi.
Andrzej Rosiewicz poświęcił Gorbaczowowi piosenkę „Wieje Wiosna ze Wschodu” (popularnie określaną jako „Michaił, Michaił” od słów refrenu).